# Copa Beach Soccer Chile 2015
La Copa Beach Soccer Chile de 2015 fue la 1.ª edición del principal torneo internacional de fútbol playa en Chile. Se llevó a cabo del 23 al 25 de enero en la ciudad de Viña del Mar, de la Región de Valparaíso, Chile.
El evento deportivo fue jugado a modo de cuadrangular, todos contra todos, en donde la selección de México resultó ganadora. Relegando a los siguientes lugares a las selecciones de Chile, Argentina y Uruguay, en ese mismo orden.

## Sistema de campeonato
La primera edición de la Copa Beach Soccer Chile se disputó a modo de torneo cuadrangular, todos contra todos, el equipo que obtuviese mayor cantidad de puntos se coronaba como campeón de dicho torneo.
El sistema de puntaje está definido en las reglas de fútbol playa de la FIFA de la siguiente forma:
- El equipo que gane en el tiempo reglamentario suma 3 puntos.
- El equipo que gane en la prórroga o alargue suma 2 puntos.
- El equipo que gane a través de tiros desde el punto penal suma 1 punto.
- El equipo que pierda, mediante cualquier forma mencionada anteriormente, no suma puntos.

## Equipos participantes
| Equipos participantes | Equipos participantes | Equipos participantes | Equipos participantes |
| --------------------- | --------------------- | --------------------- | --------------------- |
| Chile (Anfitrión)     | Argentina             | México                | Uruguay               |

## Resultados
| Equipo    | Pts | PJ | PG | PG+ | PGp | PP | GF | GC | Dif |
| --------- | --- | -- | -- | --- | --- | -- | -- | -- | --- |
| México    | 6   | 3  | 2  | 0   | 0   | 1  | 11 | 7  | 4   |
| Chile     | 5   | 3  | 1  | 1   | 0   | 1  | 15 | 16 | -1  |
| Argentina | 4   | 3  | 1  | 0   | 1   | 1  | 12 | 11 | 1   |
| Uruguay   | 0   | 3  | 0  | 0   | 0   | 3  | 8  | 12 | -4  |

| Partido 1; 23 de enero de 2015, 18:00 Hrs. | México                                                                              | 4:4 (t. s.)(4:4 t. s.)(2:3 p.) | Argentina                                                             | Playa del deporte, Viña del Mar |  |
|                                            | D. Rodríguez min. 10 (1)'; min. 3 (2)' · G. Gómez min 8 (2)' · Pichardo min. 6 (2)' | ( 1:1, 3:0, 0:3, 0ː0 ) Reporte | Medero min. 3 (1)'; min. 6 (3)' · Leguizamón min. 6 (3)'; min. 2 (3)' |                                 |  |
|                                            |                                                                                     | Tiros desde el punto penal     |                                                                       |                                 |  |
|                                            | Rodríguez · G. Gómez · D. Rodríguez                                                 |                                | Medero · Levi · Costas                                                |                                 |  |

| Partido 2; 23 de enero de 2013, 19:15 Hrs. | Uruguay                                                                                            | 6:7 (t. s.)(6:7 t. s.)         | Chile | Playa del deporte, Viña del Mar |  |
|                                            | Ricar min. 7 (1)'; min. 4 (3)'; min. 0 (3)' · Pablo min. 4 (1)'; min. 0 (3)' · Richard min. 0 (1)' | ( 3:2, 0:2, 3:2, 0ː1 ) Reporte | Echeverría min 4. (1)' · Ponce min. 4 (1)' · Vega min. 4 (2)'; min. 4 (3)' · Bolívar min. 1 (2)' · Belaunde min. 7 (3)'; min. 1 (4)' |                                 |  |

| Partido 3; 24 de enero de 2015, 18:00 Hrs. | Uruguay            | 1:3                       | Argentina                                                | Playa del deporte, Viña del Mar |  |
|                                            | Ricar min. 11 (2)' | ( 0:1, 1:0, 0:2 ) Reporte | Sirico min. 2 (1)'; min. 3 (3)' · Leguizamón min. 6 (3)' |                                 |  |

| Partido 4; 24 de enero de 2013, 19:15 Hrs. | México                                                                                                   | 5:2                       | Chile                                     | Playa del deporte, Viña del Mar |  |
|                                            | Pichardo min. 5 (1)' · A. González min. 0 (1)' · G. Gómez min. 9 (2)'; min. 5 (2)' · Alemán min. 11 (3)' | ( 2:2, 2:0, 1:0 ) Reporte | Belaunde min. 6 (1)' · Argote min. 3 (1)' |                                 |  |

| Partido 5; 25 de enero de 2015, 18:00 Hrs. | México                                       | 2:1                       | Uruguay              | Playa del deporte, Viña del Mar |  |
|                                            | G. Gómez min. 4 (1)' · Rodríguez min. 3 (1)' | ( 2:0, 0:0, 0:1 ) Reporte | Fabricio min. 3 (3)' |                                 |  |

| Partido 6; 25 de enero de 2013, 19:15 Hrs. | Argentina                                                                                         | 5:6                       | Chile | Playa del deporte, Viña del Mar |  |
|                                            | Medero min. 4 (1)' · Hilaire min. 3 (1)'; min. 2 (1)' · Levi min. 6 (3)' · Leguizamón min. 0 (3)' | ( 3:1, 0:1, 2:4 ) Reporte | Echeverría min. 10 (1)'; min. 6 (2)'; min. 7 (3)' · Argote min. 11 (3)' · Belaunde min. 8 (3)' · Ponce min. 0 (3)' |                                 |  |

## Campeón
|                              |
| Campeón México Primer título |

## Distinciones individuales

### Goleadores
Como goleadores del torneo resultaron vencedores 5 jugadores:
| Jugador            | Selección | Goles |
| ------------------ | --------- | ----- |
| Victor Belaúnde    | Chile     | 4     |
| Alberto Echeverría | Chile     | 4     |
| Gerardo Gómez      | México    | 4     |
| César Leguizamón   | Argentina | 4     |
| Ricardo Martínez   | Uruguay   | 4     |

### Mejor jugador
La organización del torneo eligió al mejor jugador de la competición a:
| Jugador          | Selección |
| Cesar Leguizamón | Argentina |
| ---------------- | --------- |

### Mejor portero
La organización del torneo eligió como el mejor portero de la competición a:
| Jugador         | Selección |
| Francisco Muñoz | México    |
| --------------- | --------- |